# 固有状態
量子力学において、ある物理量 A の固有状態 (英: eigenstate) とは、その物理量（オブザーバブル）を表すエルミート演算子 {\displaystyle {\hat {A}}} の固有ベクトル {\displaystyle \{|a_{1}\rangle ,|a_{2}\rangle ,\ldots \}\ } のことである。
よって物理量 A の固有状態 {\displaystyle \{|a_{1}\rangle ,|a_{2}\rangle ,\ldots \}\ } は以下の固有値方程式を満たす。
{\displaystyle {\hat {A}}|a_{n}\rangle =a_{n}|a_{n}\rangle \quad (n=1,2,\ldots )}
一般に、量子系について物理量の測定を行った時、どんなに同じように状態を用意して同じように測定をしても、測定値は測定によってバラバラである。しかし系が{\displaystyle {\hat {A}}}の固有値 {\displaystyle a_{n}\ } に属する固有状態 {\displaystyle |a_{n}\rangle \ } であるときは、物理量 {\displaystyle {\hat {A}}} を観測すれば必ず {\displaystyle a_{n}\ } という値を得る（オブザーバブルを参照）。よって「物理量 {\displaystyle {\hat {A}}} の固有状態 {\displaystyle |a_{n}\rangle \ } は、物理量 {\displaystyle {\hat {A}}} が確定した値 {\displaystyle a_{n}} を持っている状態である」と解釈できる。
また {\displaystyle {\hat {A}}} はエルミート演算子なので、その固有値はすべて実数である。

## エネルギー固有状態
定常状態のシュレディンガー方程式は、エネルギーを表す演算子であるハミルトニアンの固有値方程式である。
{\displaystyle {\hat {H}}|\psi \rangle =E|\psi \rangle }
よってその解 {\displaystyle |\psi \rangle \ } は、エネルギー固有状態である。固有値 E を固有エネルギーと呼ぶ
状態がエネルギー固有状態のひとつ {\displaystyle |\psi _{i}\rangle \ } であった場合、エネルギーを測定すると、測定値は {\displaystyle |\psi _{i}\rangle \ } に対応するエネルギー固有値 Ei が必ず得られる。よってエネルギー固有状態は「エネルギーが確定しているような状態」とも言える。
ある状態ベクトルや波動関数のことを単に「固有状態」とか「固有関数」と呼ぶことがある。しかしその意味は「定常状態のシュレーディンガー方程式の解であり、エネルギーが確定しているような特別な状態」ということであり、任意の状態を意味しているわけではない。

### エネルギー固有状態の時間発展
エネルギー固有状態の時間発展は、時間依存するシュレーディンガー方程式を用いると、
{\displaystyle i\hbar {\frac {d}{dt}}|\psi \rangle ={\hat {H}}|\psi \rangle =E|\psi \rangle }
この解は、
{\displaystyle |\psi \rangle =e^{-iEt/\hbar }|\psi \rangle }
よって、状態ベクトル全体にかかる位相因子は物理的に意味を与えないため、エネルギー固有状態は時間がたっても変化しないことがわかる。

## 同時固有状態
2つのオブザーバブル{\displaystyle {\hat {A}}}と{\displaystyle {\hat {B}}}が交換するとき、つまり
{\displaystyle [{\hat {A}},{\hat {B}}]=0}
のときは、{\displaystyle {\hat {A}}}と{\displaystyle {\hat {B}}}のどちらの固有ベクトルでもあるベクトル{\displaystyle |A,B\rangle }が存在する。これを同時固有状態（または同時固有ベクトル、同時固有関数）という。同時固有状態は、物理量{\displaystyle {\hat {A}}}と{\displaystyle {\hat {B}}}の両方が確定しているような状態である。